# Bourg-Saint-Bernard
Bourg-Saint-Bernard (em occitano:  Le Borg de Sant Bernat) é uma comuna francesa na região administrativa da Occitânia, no departamento do Alto Garona. Estende-se por uma área de 16.6 km², com 1.089 habitantes, segundo o censo de 2018, com uma densidade de 66 hab/km².